# Подлесе-Малі (Мазовецьке воєводство)
Подлесе-Малі (пол. Podlesie Małe) — село в Польщі, у гміні Стромець Білобжезького повіту Мазовецького воєводства.
У 1975-1998 роках село належало до Радомського воєводства.